# Dong Qiang
Dans ce nom chinois, le nom de famille, Dong, précède le nom personnel Qiang.
Dong Qiang (en chinois 董强), né en 1967 à Hangzhou (Zhejiang), est un spécialiste chinois de langue et littérature françaises. Traducteur, auteur d'articles sur la poésie et le roman chinois contemporains, il est aussi écrivain et a publié notamment un recueil de poèmes-calligraphies, L'Autre Main (1996). Il est lauréat de la Grande médaille de la francophonie.

## Biographie
Né en Chine en 1967, dans la province du Zhejiang, il est devenu très jeune un calligraphe reconnu dans son pays : il a remporté en 1983 et 1985 le prix du Concours national des calligraphes chinois. Durant son séjour à Paris il tenait à l'enseignement de la calligraphie auprès des enfants.
En 1987, il obtient son diplôme à l'Université des langues occidentales de Pékin et part en 1988 poursuivre ses études en France. Il reste à Paris pendant 12 ans et travaille notamment avec Milan Kundera, dont il traduit en chinois L'Art du roman sous le titre 小说的艺术.
Il contribue en 1995 à la fondation de la maison d'édition Bleu de Chine dont le catalogue est centré sur la littérature et la civilisation chinoises.
Il soutient en 1997 une thèse de littérature française à l'Université de Paris VIII, sur le poète surréaliste Henri Michaux. Il présente en 1998 à Paris une exposition de photographies intitulée À travers la Chine et participe en 2000 à une exposition de calligraphie.
Il revient en 2001 à Pékin, au département d'études françaises de l'école des langues étrangères de l'Université de Pékin. En 2005, il devient professeur et responsable des doctorats au département de français.
En 2008, il préside la traduction de la déclaration olympique de Pierre de Coubertin et est largement à contribution durant les jeux olympiques de Pékin.
En 2009, le gouvernement français lui décerne la médaille de chevalier des Palmes académiques. La même année, il est président du jury du prix "Fu Lei" de traduction.
En 2012 il devient directeur du département de français de l'université de Pékin.
En 2013, il reçoit la Grande médaille de la francophonie, décernée par l'Académie française.
Le 19 mai 2016, il est nommé Docteur Honoris Causa de l'Université Libre de Bruxelles (Faculté de Lettres, Traduction et Communication)

### Œuvres personnelles
Outre des articles universitaires, nombreuses traductions et monographies, notamment « Zongdai - à travers le symbolisme », « Histoire illustrée de la littérature française », Anthologie bilingue, « Dictionnaire de la peinture occidentale », etc.

### En français
- L’Autre main, Poèmes-Calligraphies, Éditions Bleu de Chine, 1997
- Jin Yi, Mémoires d'une dame de cour dans la Cité interdite traduit par Dong Qiang, Picquier poche. Vol. n°54, 1998  (ISBN 978-2-8773-0275-3)
- Il suffirait d'un arbre dans : En quête de la source aux fleurs de pêcher... : catalogue d'exposition conçu et réalisé par Priscilla Fougères-Salazar, 2004. Les Monts enneigés Fan Yifu 范一夫 (texte de Dong Qiang), 2012
- Zhang Chengzhi (张承志), Mon beau cheval noir (黑骏马 heijun ma), Éditions Philippe Picquier, 1999  (ISBN 2-87730-435-3) (publié initialement en 1996 avec Le Septentrion dans le recueil Fleur-Entrelacs chez Bleu de Chine  (ISBN 2-910884-02-3))
- Lisa Bresner, Frédérick Mansot, Un rêve pour toutes les nuits, Actes Sud, 1999  (ISBN 978-2-74271-972-3) calligraphies de Dong Qiang
- « Rêves étrange(r)s » dans La Pensée de midi, Actes sud, 2001/2-3 (N° 5-6),  (ISBN 2-74273-393-0)[5]

### Autres
- Yinde Zhang, Littérature comparée et perspectives chinoises, Préface de Daniel-Henri Pageaux, L'Harmattan, 2008  (ISBN 978-2-296-06385-3)
- En collaboration avec Le Clézio Le flot de la poésie continuera de couler, Éditions Philippe Rey, 2020  (ISBN 978-2-84876-841-0)

### Traductions en chinois
Dong Qiang a notamment traduit des ouvrages de Henri Michaux, Milan Kundera, Arthur Rimbaud, André Breton, Le Clézio